# Prix Gémeaux de la meilleure réalisation
Pour un article plus général, voir prix Gémeaux.
Le prix Gémeaux de la meilleure réalisation est une récompense télévisuelle remise par l'Académie canadienne du cinéma et de la télévision.

## Palmarès

### Meilleure réalisation pour une émission ou une série dramatique ou comique
- 1987 - Yvon Trudel - Le Temps d'une paix
- 1988 - Jean-Claude Lord - Lance et compte : Première saison
- 1988 - Richard Martin - Lance et compte : Deuxième saison

### Meilleure réalisation pour une série dramatique
- 1989 - Richard Martin, Lance et compte : Troisième saison
- 1990 - Jean Beaudin, L'Or et le Papier
- 1991 - Jean Beaudin, Les Filles de Caleb
- 1992 - François Labonté, Bombardier
- 1993 - Jean Beaudin, Shehaweh
- 1994 - Charles Binamé, Blanche
- 1995 - Jean Beaudin, Miséricorde
- 1996 - Pierre Houle, Omertà, la loi du silence
- 1997 - André Melançon, Cher Olivier
- 1998 - Pierre Houle, Omertà, la loi du silence
- 1999 - Robert Ménard, Le Polock
- 2000 - Alain Chartrand, Chartrand et Simonne
- 2001 - Patrice Sauvé, La Vie, la vie
- 2002 - Patrice Sauvé, La Vie, la vie
- 2003 - Pierre Houle, Bunker, le cirque
- 2004 - Patrice Sauvé, Grande Ourse
- 2005 - Patrice Sauvé, L'Héritière de Grande Ourse
- 2006 - Podz, Minuit, le soir
- 2007 - Podz, Minuit, le soir
- 2009 - Anne Boyer, Nos étés

### Meilleure réalisation pour une émission dramatique
- 1989 - Robert Ménard, T'es belle Jeanne
- 1990 - Michel Brault, Les Noces de papier
- 1991 - Pierre Gagnon, L'Amour qui tue
- 1992 - Robert Ménard, L'Homme de rêve
- 1993 - Michel Brault, Shabbat Shalom!
- 1994 - Mark Blandford, Les grands procès
- 1995 - Mark Blandford, Les grands procès
- 1996 - Johanne Prégent, Les grands procès
- 1997 - Denys Arcand, Joyeux Calvaire
- 1998 - Tim Southam, L'Histoire de l'oie
- 1999 - François Bouvier, Pour Sauver Pablo
- 2000 - Martine Beaulne, André Melançon, Albertine, en cinq temps
- 2001 - Dominic Champagne, Mario Rouleau, Don Quichotte
- 2003 - Daniel Grou, Exils (téléfilm, 2003)
- 2004 - Dominic Champagne, Pierre Séguin, L'Odyssée

### Meilleure réalisation pour un téléroman
- 1991 - Pierre-Jean Cuillerrier, Céline Hallée, Royal Marcoux, Yves Mathieu, Jamais deux sans toi
- 1992 - Pierre-Jean Cuillerrier, Céline Hallée, Royal Marcoux, Yves Mathieu, Jamais deux sans toi
- 1993 - Raymonde Boucher, Lorraine Pintal, Montréal P.Q.
- 1994 - Raymonde Boucher, François Côté, Pierre-Jean Cuillerrier, Céline Hallée, Yves Mathieu, Montréal P.Q.
- 1995 - François Côté, Pierre-Jean Cuillerrier, Céline Hallée, Yves Mathieu, Montréal P.Q.
- 1996 - Pierre-Yvan Dubuc, Graffiti
- 1997 - Christian Martineau, 4 et demi...
- 1998 - Louise Ducharme, 4 et demi...
- 1999 - Louise Ducharme, 4 et demi...
- 2000 - Louise Ducharme, 4 et demi...
- 2001 - Richard Lahaie, Le Monde de Charlotte
- 2002 - Richard Lalumière, Le Monde de Charlotte
- 2003 - Richard Lahaie, Annie et ses hommes
- 2004 - Richard Lahaie, Le Monde de Charlotte
- 2009 - Anne Boyer, Nos étés

### Meilleure réalisation pour une comédie
- 2003 - Louis Choquette, Rumeurs
- 2004 - Pierre Théorêt, Rumeurs
- 2005 - Pierre Théorêt, Rumeurs
- 2006 - Pierre Théorêt, Rumeurs
- 2007 - Claude Desrosiers, Les Hauts et les Bas de Sophie Paquin
- 2009- Denyse Filatrault, Le Petite Monde Laura Cadieux